# La Mer (película)
La Mer (también conocido como El Mar) es un corto francés de 1895 en blanco y negro producido y dirigido por Louis Lumière. Dada su antigüedad, este documental mudo puede descargarse gratuitamente desde Internet.
La película formó parte de la primera presentación comercial del cinematógrafo Lumière el 28 de diciembre de 1895 en el Salón Indien del Grand Café, 14 del Boulevard de los Capuchinos, en París.

## Producción
Como todas las primeras películas de Lumière, esta película fue realizada en un formato de 35 mm con una relación de aspecto de 1.33:1. Fue filmada por medio del Cinématographe, una cámara todo-en-uno, que también sirve como un proyector de cine y editor.

## Sinopsis
Esta película de 38 segundos tiene una trama muy simple, en el que cinco hombres se sumergen repetidamente en aguas tempestuosas. Los hombres caminan a lo largo de un muelle y, a continuación, se lanzan al agua, sólo para luego nadar a la orilla de la línea y repetir el proceso de nuevo.